# 吉萊斯皮鎮區 (伊利諾伊州馬庫平縣)
吉萊斯皮鎮區（英語：Gillespie Township）是位於美國伊利諾伊州馬庫平縣的一個行政鎮區。

## 地方資料
根據2010年美國人口普查的數據，吉萊斯皮鎮區的面積為93.60平方千米，當中陸地面積為92.30平方千米，而水域面積為1.30平方千米。當地共有人口3738人，而人口密度為每平方千米39.94人。